# Восточный Биарриц
Восточный Биарриц (фр. Biarritz-Est) — упразднённый французский кантон, находился в регионе Аквитания, департамент Атлантические Пиренеи. Входил в состав округа Байонна.
Код INSEE кантона — 6408. В кантон Восточный Биарриц входила часть коммуны Биарриц.

## Население
Население кантона на 2012 год составляло 14 576 человек.
| 1962 | 1968 | 1975 | 1982 | 1990   | 1999   | 2006   | 2012   |
| ---- | ---- | ---- | ---- | ------ | ------ | ------ | ------ |
| —    | —    | —    | —    | 15 348 | 16 520 | 14 861 | 14 576 |